# Il gobbo misterioso
Il gobbo misterioso è un romanzo per ragazzi di Antonio Faeti, edito dalla Bompiani nel 1993.

## Trama
Racconta la storia di Debora, una ragazzina di terza media di una scuola di Bologna, che si trova coinvolta in una fittissima trama di misteri.
Debora vive così tra mostri, segreti, ansie, ricerche e la scoperta dell'amore un anno scolastico che non potrà mai dimenticare, ma soprattutto un anno scolastico che la farà crescere al di là di ogni previsione.
Debora, con l'aiuto del fidanzato Demetrio, della nonna Adele, dell'avvocato Manfredi, di Emanuelle professoressa di francese e molti altri personaggi, scoprirà la verità sul gobbo misterioso, il tanto temuto signor Quasimodo di Villa Triste.